# Robert Baillie
Robert Baillie (Glasgow, 30 aprile 1602 – Glasgow, 1662) è stato un pastore protestante, storico e pubblicista scozzese, è stato un fervente sostenitore ed esponente covenanter sia in patria che in Inghilterra, dove fu nominato membro dell'Assemblea di Westminster.

## Biografia
Nato a Glasgow la sua famiglia, i Baillie, era originaria di Jerviston, una tenuta nelle vicinanze di Motherwell; suo padre, mercante di professione, era un uomo molto devoto. Nel 1620 ottenne il Master of Arts presso l'Università di Glasgow dove insegnò in qualità di reggente dal 1625 al 1631. Seguendo le orme del padre, si dedicò allo studio approfondito della materia religiosa, guadagnando stima e rispetto in ambito accademico. Nel 1631, dopo essere stato nominato ministro della fede della Chiesa di Scozia, ed assegnato alla parrocchia di Kilwinning, nell'Ayrshire, conobbe Lilias Fleming che sposò nel 1632.

Quando re Carlo I d'Inghilterra, in collaborazione e con l'ispirazione dell'Arcivescovo di Canterbury William Laud, cercò di riformare la Chiesa scozzese, Robert Baillie cercò di opporsi pur evitando la controversia aperta, e finì con l'essere coinvolto nella creazione di una delle due Covenants più importanti del movimento dei Covenanters, ovvero la Scottish National Covenant, formatasi nel febbraio del 1638. Quando Carlo I cercò di imporre le sue riforme con l'introduzione di un nuovo Libro delle preghiere comuni, la Chiesa di Scozia reagì ed indisse un'assemblea a Glasgow di tutti i suoi rappresentanti che si sarebbero incontrati nella Cattedrale di Glasgow il 21 novembre 1638. Tra i rappresentanti eletti a presiedere, Baillie manifestò una posizione moderata e pronunciò un discorso dove si espresse contrario a dichiarare fuorilegge l'istituzione dell'Episcopato ed a perseguitare tutti coloro che avversavano la fede Covenanter. Egli si oppose anche allo scoppio della prima guerra dei vescovi nel 1639 tra i Covenanters scozzesi e l'esercito di Carlo I, ma quando ciò risultò inevitabile, pur con qualche riserva, si arruolò come cappellano militare al seguito del reggimento comandato dal suo protettore, Hugh Montgomerie, VII conte di Eglinton.

## La partecipazione all'Assemblea di Westminster
Baillie fu autore di diversi trattati e libelli in favore della religione presbiteriana che permisero di far guadagnare al movimento sostegno sia dai puritani inglesi che dai protestanti nel continente europeo.

A seguito della sconfitta inglese alla battaglia di Newburn, re Carlo I fu costretto a cercare di trattare la pace con i Covenanters scozzesi, a tale scopo venne invitata una delegazione a Londra di commissari scozzesi nel novembre del 1640, per trattare i termini della pace. Baillie fu tra i ministri che accompagnarono i delegati commissari e, una volta a Londra, prolungò la sua permanenza per partecipare, in qualità di osservatore, alle sedute dell'Assemblea di Westminster tra il 1643 ed il 1646. Nel corso di questo periodo, Baillie si adoperò per convincere i parlamentari inglesi ed i loro correligionari, tramite i suoi sermoni ed i suoi scritti, della possibilità di unire la Chiesa di Scozia e la Chiesa anglicana per mezzo di un sistema ecclesiastico basato sul presbiterianesimo. I suoi sforzi, tuttavia, non incontrarono molto favore, soprattutto dopo che il Parlamento inglese riuscì a sconfiggere le forze militari realiste proprio grazie all'esercito scozzese, e non aveva quindi più molto interesse a dibattere di questioni religiose per mantenere vivo il coinvolgimento scozzese.

Nel 1642 Baillie venne nominato Professore di Teologia presso l'Università di Glasgow e mantenne questo incarico pur trascorrendo la maggior parte del suo tempo a Londra per partecipare all'Assemblea di Westminster. Nel 1649 fu nominato tra i commissari scozzesi che avrebbero dovuto negoziare i termini dell'insediamento sul trono di Carlo II in qualità di Re di Scozia. A seguito della Restaurazione di Carlo II, venne nominato nel 1661 rettore dell'Università di Glasgow, grazie anche al patrocinio del suo nuovo protettore, il Conte di Lauderdale. Bailli morì nell'agosto del 1662 non prima di assistere con grande costernazione alla reintroduzione nella Chiesa di Scozia dell'istituzione del vescovato così tanto avversata.

## Opere
Le sue Lettere in tre volumi sono state pubblicate per la prima volta nel 1841 per opera dell'antiquario scozzese David Laing e rappresentano una fonte riconosciuta di primaria importanza per gli eventi storici a lui contemporanei. Tra le altre sue opere troviamo il Ladensium αὐτοκατάκρισις, un trattato polemico contro William Laud e la sua dottrina ed in risposta al trattato del teologo anti-presbiteriano John Corbet dal titolo Lysimachus Nicanor e che equiparava i Covenanters ai Gesuiti.